# Cratere Henderson
Henderson è un cratere lunare di 43,49 km situato nella parte nord-occidentale della faccia nascosta della Luna.
Il cratere è dedicato all'astronomo scozzese Thomas James Henderson.

## Crateri correlati
Alcuni crateri minori situati in prossimità di Henderson sono convenzionalmente identificati, sulle mappe lunari, attraverso una lettera associata al nome.
| Henderson | Coordinate            | Diametro (in km) |
| --------- | --------------------- | ---------------- |
| B         | 7°28′48″N 153°02′24″E | 18,72            |
| F         | 4°42′36″N 155°30′36″E | 13,74            |
| G         | 3°42′N 155°42′E       | 47,57            |
| Q         | 3°23′24″N 150°56′24″E | 19,33            |